# Sideroxylon dominicanum
Sideroxylon dominicanum är en tvåhjärtbladig växtart som först beskrevs av Whetstone och T.A.Atk., och fick sitt nu gällande namn av Terence Dale Pennington. Sideroxylon dominicanum ingår i släktet Sideroxylon och familjen Sapotaceae. IUCN kategoriserar arten globalt som sårbar. Inga underarter finns listade i Catalogue of Life.